# Ambatolahy (Ihosy)
Ambatolahy è una città e comune del Madagascar situata nel distretto di Ihosy, regione di Ihorombe. 
La popolazione del comune rilevata nel censimento 2001 era pari a 10 020 unità.